# 通俗
| ウィキペディアには「通俗」という見出しの百科事典記事はありません（タイトルに「通俗」を含むページの一覧/「通俗」で始まるページの一覧）。 代わりにウィクショナリーのページ「通俗」が役に立つかもしれません。 |